# A Farra da Terra
A Farra da Terra foi a quinta e última peça de teatro do grupo Asdrúbal Trouxe o Trombone. A peça tinha estrutura modular, com cenas descentralizadas e autônomas, as quais abordavam ações que aconteciam ao longo do planeta: “uma visão do mundo como se estivesse sendo olhado de cima”, segundo Hamilton Vaz Pereira. O espetáculo era musical e continha elementos tecnológicos de vídeo, ainda inéditos no teatro brasileiro.
Com a formação da BLITZ e o nascimento do Circo Voador, Evandro Mesquita, Patrícya Travassos e Perfeito Fortuna deixaram o Asdrúbal e seguiram em novos projetos artísticos. Após um intervalo criativo, Hamilton Vaz Pereira recebeu a proposta de Regina Casé para que o grupo remanescente com Luiz Fernando Guimarães fosse morar em São Paulo e planejasse o próximo trabalho com novas pessoas. Desse modo, Lena Brito, Luiz Zerbini, Leonilson, Pedro Santos e Carina Cooper se juntaram ao grupo para elaborar a peça. 
Durante o planejamento do espetáculo, o grupo fez cursos no Sesc Pompeia e no Centro Cultural São Paulo, o que ajudou a interação e participação de mais pessoas no processo criativo. Assim, começou a ideia de tocar música ao vivo na peça, o que resultou na formação da banda Paris 400 e no disco A Farra da Terra, com produção de Caetano Veloso. O elaborado processo criativo também resultou na utilização de câmeras e vídeos na peça, um significativo desafio para a sua produção. Leonilson, Luiz Zerbini, Lu Martins, Lena Brito e Regina Casé planejaram cenário e figurinos. Péricles Cavalcanti e Hamilton Vaz Pereira compuseram as músicas do espetáculo. Graciela Figueroa e Lena Brito planejaram a coreografia.
A Farra de Terra estreou no Sesc Pompeia em março de 1983. Foram realizadas temporadas no Sesc Pompeia e Faap (São Paulo) e no Teatro Ipanema (Rio de Janeiro). O espetáculo era longo e complexo, composto por 32 cenas em cerca de 4 horas de duração. Em certo momento, a peça chegou a ser dividida em dois programas para evitar que o trabalho fosse cortado.
Em Belém, foi realizada a última apresentação de A Farra da Terra no mês de março de 1984. Logo após, os artistas participantes seguiram em projetos diferentes.